# Lassana Diarra
Lassana Diarra (* 10. März 1985 in Paris), auch kurz Lass genannt, ist ein ehemaliger französischer Fußballspieler. Er spielte hauptsächlich im defensiven Mittelfeld.

## Vereinskarriere
Diarra startete seine Karriere beim Le Havre AC, wo er sich schnell einen Namen als defensiver Mittelfeldspieler machte. Durch konstant gute Leistungen schaffte er den Sprung in die französische U-21-Nationalmannschaft. Dementsprechend wurden bald auch andere Klubs auf ihn aufmerksam. Im Juli 2005 wechselte er für vier Millionen Euro zum FC Chelsea.
Bei Chelsea sollte Diarra unter Trainer José Mourinho langfristig zum Nachfolger von Claude Makélélé aufgebaut werden. So kam er in seiner ersten Saison nur zu wenigen Einsätzen, da das defensive Mittelfeld beim englischen Meister noch immer von Makélélé und Michael Essien dominiert wurde. Spielpraxis erhielt Diarra beim Reserveteam des FC Chelsea und während einiger Pokalspiele. Gegen Ende der Saison 2005/06, als der FC Chelsea bereits als Meister feststand, kam Diarra an den letzten beiden Spieltagen noch zu seinen ersten Startelfeinsätzen. Da er auch in der Saison 2006/07 insgesamt nur zehn Spiele in der Premier League bestritt, wechselte Diarra zur Spielzeit 2007/08 zum Stadtrivalen FC Arsenal. Auch dort kam er jedoch in der Hinrunde nur zu sieben Ligaspielen, so dass er den Verein nach einem halben Jahr bereits wieder verließ und beim FC Portsmouth anheuerte. In Portsmouth war Diarra schließlich Stammspieler und trug mit guten Leistungen zum Gewinn des FA Cup 2007/08 bei.
Im Dezember 2008 einigten sich der FC Portsmouth und Real Madrid auf den Transfer des französischen Mittelfeldspielers. Ab Januar 2009 stand Diarra in Diensten der Madrilenen. In der Rückrunde der Saison 2008/09 war er Stammspieler bei den Königlichen und kam auf 19 Startelfeinsätze. Nach der Verpflichtung der defensiven Mittelfeldspieler Xabi Alonso und Esteban Granero wurde der Konkurrenzkampf in der Saison 2009/10 größer. Am Ende der Spielzeit, in der er 23 Liga- und 30 Pflichtspiele bestritt, hatte Diarra seinen Stammplatz verloren. Mit der Verpflichtung eines weiteren defensiven Mittelfeldspielers in Gestalt von Sami Khedira musste er sich auch nach der Wiedervereinigung mit Trainer José Mourinho in der Saison 2010/11 zunächst mit der Reservistenrolle begnügen. Gegen Ende der Spielzeit rückte er jedoch wieder in die Stammformation auf. So kam Diarra auch in der Hinrunde der Saison 2011/12 auf zwölf Startelfeinsätze. Dabei konnte er jedoch spielerisch selten überzeugen. In der Rückrunde kam Diarra nur noch auf vier Einsätze. Real Madrid wurde spanischer Meister.
Am 31. August 2012 wechselte Diarra nach Russland in die Premjer-Liga zu Anschi Machatschkala. Nachdem der Verein aus finanziellen Gründen eine Neuausrichtung angekündigt hatte, schloss sich Diarra zur Saison 2013/14 dem Ligakonkurrenten Lokomotive Moskau an. Nach einem Jahr bei seinem neuen Verein überwarf sich Diarra mit Trainer Leanid Kutschuk und verweigerte die Trainingsteilnahme, woraufhin er im August 2014 freigestellt wurde. Aufgrund eines Vertragsdisputs war es ihm erst zur Saison 2015/16 erlaubt, für einen neuen Verein zu spielen. Am 24. Juli 2015 unterschrieb er einen Vertrag beim französischen Erstligisten Olympique Marseille.
Im Februar 2017 wurde bekannt, dass Diarra Olympique Marseille verlassen hat. Nachdem er kurze Zeit vereinslos gewesen ist, unterschrieb er einen Dreijahresvertrag beim arabischen Klub al-Jazira Club aus den Vereinigten Arabischen Emiraten. Am 23. Januar 2018 gab Paris Saint-Germain bekannt, Diarra verpflichtet zu haben. Am 8. Februar 2019 wurde der Vertrag mit Diarra, der bereits seit November 2018 nicht mehr im Kader von Paris stand, mit sofortiger Wirkung aufgelöst. Am 21. Februar 2019 gab er das Ende seiner Spielerkarriere bekannt.
Diarra verklagte Lokomotive Moskau auf ausstehende Gehälter. 
Er verklagte auch die FIFA und den belgischen Fußballverband auf Schadenersatz und Verdienstausfall. Er machte geltend, dass die Suche nach einem neuen Verein deshalb schwierig sei, weil laut den FIFA-Regeln jeder neue Verein bei einer grundlosen Auflösung eines Vertrags mit ihm für die Zahlung einer Entschädigung an Lokomotive Moskau haften würde. Deswegen sei kein Vertrag zwischen dem belgischen Club Sporting Charleroi und ihm zustande gekommen. 
Das belgische Gericht legte den Fall dem EuGH vor. Der EuGH urteilte am 4. Oktober 2024, dass bestimmte Transferregeln der FIFA gegen EU-Recht verstoßen. Das Urteil könnte weitreichende Konsequenzen für den Profifußball haben.

## Nationalmannschaft
Diarra nahm an der U21-Europameisterschaft 2006 in Portugal teil, wo er mit Frankreich ins Halbfinale kam. Er wurde viermal eingesetzt.
In der A-Nationalmannschaft gab er am 24. März 2007 gegen Litauen seinen Einstand. Bei der EM-Endrunde 2008 gehörte er zum französischen Aufgebot, wurde aber nicht eingesetzt.
Im Mai 2010 musste er wegen einer Erkrankung die Teilnahme an der Fußball-Weltmeisterschaft in Südafrika absagen, nachdem er von Raymond Domenech nominiert worden war.
Danach trug er erneut im August 2010 den blauen Nationaldress. Am 8. Oktober 2015 stand Diarra im Freundschaftsspiel gegen Armenien überraschend wieder in der Startformation der französischen Nationalmannschaft.

## Persönliches
Diarra ist bekennender Muslim. Am 13. November 2015 starb seine Cousine Asta Diakité bei den Terroranschlägen in Paris, während Diarra an gleichem Ort in dem Freundschaftsspiel Deutschland gegen Frankreich spielte.

## Erfolge
- Englischer Meister: 2005/06
- Englischer Pokal: 2007, 2008
- Englischer Ligapokal: 2007
- Spanischer Meister: 2011/12
- Spanischer Pokal: 2011
- Spanischer Superpokal: 2012
- Spieler des Monats der Ligue 1: September 2015